# Ultra-Hand
Die Ultra-Hand ist ein Plastik-Spielzeug von Nintendo aus dem Jahr 1966. Über mehrere, kreuzweise verbundene Kunststoffelemente, kann man einen Handgriff scherenartig zusammendrücken. Dabei streckt sich die Konstruktion in die Länge. Mit am anderen Ende befestigten Greifschalen können dann Objekte gegriffen werden, die mit der bloßen Hand nicht erreicht werden können.
In dem Paket befinden sich 3 Bälle mit zugehörigen Ständern, von denen die Bälle mit der Ultra-Hand gegriffen werden können.
Entwickelt wurde sie von Gunpei Yokoi.
Neben dem realen Spielzeug von Nintendo taucht die Ultra-Hand auch in Videospielen auf, wie zum Beispiel als einfaches Minispiel in WarioWare, Inc.: Minigame Mania und WarioWare Touched! oder dreidimensional in Mario Power Tennis sowie als Easter Egg in The Legend of Zelda: Majora's Mask und in Animal Crossing: New Leaf. Die Fähigkeit „Ultra-Hand“ in The Legend of Zelda: Tears of the Kingdom ist nach der Ultra-Hand benannt, die die Form von Energiewellen annimmt, mit denen Link Objekte greifen, neu positionieren und kombinieren kann.